# Distretto di Nang Rong
Il distretto di Nang Rong (in thailandese: นางรอง) è un distretto (amphoe) della Thailandia, situato nella provincia di Buriram.